# Турска купатила у Нишу
Турска купатила у Нишу или хамами у Нишу (тур. hamam, од арапског: حمّام, ḥammām)  била су  блискоисточна врста сауне за купање у пари, изграђени у овом граду у време владавине   Османског царства.  Као  важан део турске културе, ова  купатила служила не само  за одржавње личне хигијене већ  и за социјализацију грађана Ниша. Она су полако почела да нестају одласком Османлија, након ослобођења Ниша 1878. године и са појавом савремених водоводних и санитарних инсталација у граду.

## Историја
Након Античке терме у Нишкој тврђави  са свим особинама које одликује касноантичку – тетрахијску архитектуру,  која су  биле пандам савременим велнес и спа центрима, попут оних у Јустинијани Прими, Виминацијуму, након доласка Османлија у Нишу је завладао један нови вид рекреације, опуштања и социјалног живот, у турским купатилима или хамамима.
Будући да је Ниш пет векова био део Османског царства, хамами су постали саставни део његове архитектуре. Хамами су били важна тачка друштвеног окупљања нишких Османлија  и место ритуалног купања.

#### Прво турско купатило у Нишу
Прво турско купатило које се налази у близини моста на Нишави, је хамам у Нишкој тврђави задужбина  Мехмед бега, првог санџакбега Смедеревског санџака од 1459. до 1463. године.
У периоду Османске власти у Нишу се  хамами први пут  помињу у турским пописним књигама из 1516. и од 1521. до 1523. године.
Нешто касније Турски путописац Евлија Челебија бележи да у Нишу, 1660. године, са обе стране моста на Нишави, постоји по један хамам. У време Челебијиног боравка у Нишу, хамам на десној обали Нишаве није био у саставу Нишке тврђаве.
Хамам је првобитно био ван бедема данашње Нишке тврђаве, све све до завршетка њене изградње  1723. Отуда и закључак Челебије да су се хамами налазили крај моста на Нишави.Хамам се помиње 1760. под називом Ђумушоглијин хамам.

### Хамам Али бега
Хамам на левој обали Нишаве био је задужбина Али бега, такође санџакбега Смедеревског санџака после 1464. године. Током 18. века овај хамам је био познатији као Чукур хамам.
Хамам се налазио се на месту зграде у којој је данас књижара „Светлост“, на данашњем Тргу краља Милана.
Хамам је страдао у великом пожару у Јеврејској махали који се десио 15. августа 1879.

### Еро хамам
Крајем 18. века  подигнут  је трећи хамам у Нишу,  на почетку данашње Обреновићеве улице, где је сада зграда, из 1930. у то време, нишког трговца Нисима, са стакларском радњом „Лувр“. Радио је до 1924. под називом „Еро хамам“.

### Велики хамам на Стамбол капији
Четврти и последњи хамам у Нишу изграђен је на почетку 19. века, под називом „Велики хамам на Стамбол капији“ према истоименој махали.
Налазио се на данашњем Синђелићевом тргу, на месту  на коме се данас налази Народно позориште.
Активно је радио све до априла 1941. године када је уништен  приликом немачког бомбардовања Ниша.